# 大澤隆幸
大澤 隆幸（おおさわ たかゆき）は、日本の文学者（ドイツ文学・ドイツ中世文学・比較文学）。学位は文学修士（東京都立大学 (1949-2011)・1972年）。
静岡薬科大学講師、静岡県立大学国際関係学部教授、小泉八雲顕彰会副会長などを歴任した。

## 概要
1972年、東京都立大学 (1949-2011)大学院の人文科学研究科にて修士課程を修了した。
その後、静岡薬科大学に採用され講師となった。静岡薬科大学が静岡女子大学、静岡女子短期大学と統合され静岡県立大学が設置されると、国際関係学部にて助教授に就任した。のちに、静岡県立大学の国際関係学部国際言語文化学科にて教授を務めた。また、静岡県立大学大学院では国際関係学部比較文化専攻の教授も兼務した。

## 研究
専門分野はドイツ文学であり、特にドイツの中世文学に対する研究が知られている。具体的には、『トリスタンとイゾルデ』に代表されるトリスタンについての研究を行っている。また、小泉八雲の文学作品に対する研究も行っており、小泉八雲顕彰会の副会長なども務めている。

## 著作

### 単著
- 大澤隆幸著『文学の構造――物語・劇・詩はどう現象するか』西田書店、1997年。ISBN 4888662649
- 大澤隆幸著『ドイツ語一歩二歩三歩』同学社、1999年。ISBN 4810209598
- 大澤隆幸著『小説理解の方法――行間をどう読むか』石川書房、2001年。ISBN 4916150155

### 翻訳
- クリストフ・パリー著、大澤隆幸訳『ドイツ文化史入門――人間・作品・時代』リーベル出版、1996年。ISBN 4897985293
- ウルリヒ・カルトハウス著、大澤隆幸訳『トーマス・マンの文学世界』リーベル出版、1999年。ISBN 4897985803
- アンネマリー・シンメル著、大澤隆幸・平井旭訳『アンネマリー・シンメルのパキスタン・インド歴史紀行』大学教育出版、2001年。ISBN 488730417X